# Солис, Исабель де
Исабель де Солис (араб. ثريا الرومية‎; fl. 1510) — рабыня-наложница, ставшая супругой Абу-ль-Хасана Али, эмира Гранады. Будучи христианкой из Кастилии, она приняла ислам под именем Сорайя. Она оказывала сильное влияние на своего мужа.

## Биография
Исабель де Солис была дочерью кастильского дворянина Санчо Хименеса де Солиса. Когда новый эмир Гранады отказался продолжать выплачивать дань короне Кастилии, христианские армии начали совершать набеги на Гранадский эмират. В отместку Мухаммад аз-Загалл, брат эмира, начал совершать рейды в Кастилию.
Во время одного из таких набегов на кастильский Агилар 29 сентября 1471 года Исабель была взята в плен. Она была доставлена во дворец Альгамбра в Гранаде и продана как рабыня Абу-ль-Хасану Али, эмиру Гранады. Она работала горничной в гареме дворца эмира. Эмир заприметил её, влюбился и женился, предоставив в пользование дворец Даралькотола и осыпав подарками. Он приказал возносить молитвы о ней в мечетях. После обращения в ислам Исабель приняла имя Турай, Сорайя или Зорайя.
Султан проживал с Сорайей в башне Комарес во дворце Альгамбра, оставив свою первую супругу Аишу аль-Хурру. У Сорайи было два сына от эмира: Наср и Саид, которые с самого рождения носили титулы принцев, что вызывало беспокойство у Аиши, опасавшейся, что эмир назначит кого-то из своих сыновей от Сорайии своим преемником.
Поскольку Аиша (известная как Фатима) считалась потомком пророка Мухаммеда, местный народ, особенно религиозные лидеры, рассматривали брак между Сорайей и султаном как неприемлемый, эти настроения способствовали началу междоусобной войны в Гранаде в 1482 году.
Абу-ль-Хасан Али в итоге был свергнут своей первой женой Аишей с помощью Алиатара, военачальника в Лохе. Де Солис был взята в плен сторонниками Аиши и оставлена в живых при условии, что Абу-ль-Хасан Али уступит трон своему сыну Боабдилю.
В 1483 году Абу-ль-Хасан Али вновь занял трон Гранады и правил ещё два года. После смерти ему наследовал его брат Мухаммад XIII аз-Загалл, который отрёкся от престола в пользу своего племянника Боабдиля в 1486 году. Сорайя и её сын оказались под опекой аз-Загалла. Когда аз-Загалл сдался Фердинанду и Изабелле в декабре 1489 года, получив взамен земли и поместья, права Сорайи и её сыновей были защищены аз-Загаллем, который предоставил им землю из своих собственных владений. Когда аз-Загалл в 1491 году перебрался в Северную Африку, Сорайя предпочла остаться на Пиренеях.
После поражения Гранады в 1492 году Сорайя и двое её сыновей привлекли внимание Фердинанда и Изабеллы. Известно, что она проживала в Кордове в 1494 году, всё ещё оставаясь мусульманкой под именем Сорайя. Сообщается, что она безуспешно просила Фердинанда и Изабеллу через своего секретаря Эрнандо де Сафры разрешить её сыновьям отбыть в Северную Африку и остаться мусульманами. Но её сыновья перешли в католичество и приняли имена Хуана де Гранады и Фернандо де Гранады. Сначала сыновья, а затем король и королева попросили её вновь обратиться в католичество, что она в конце концов и сделала, вернув себе свое первоначальное имя Исабель, став известной как Исабель де Гранада или королева Исабель. Последний раз она упоминается в Севилье в 1510 году.

## В массовой культуре
Изабель де Солис, как и Абу ль-Хасан Али, фигурирует как персонаж в историческом романе «Люди книги» Джеральдин Брукс. Она также является заметным персонажем в испанском историческом телесериале «Изабелла».